# Claire Danes
Claire Catherine Danes Dancy (Manhattan, Nueva York, 12 de abril de 1979) es una actriz estadounidense ganadora de cuatro Globos de Oro, tres Emmy y dos Premios del Sindicato de Actores. Ha sido premiada por sus papeles protagonistas en la aclamada serie Homeland (2011-2020), en la película biográfica Temple Grandin (2010) o en la serie de culto Es mi vida (1994-1995). 
Danes ha protagonizado filmes como Romeo + Julieta (1996), Sueños rotos (2000), Belleza prohibida (2004), El atardecer (2007) o Stardust (2007). También ha aparecido en películas como Mujercitas (1994), Las horas (2002), Legítima defensa (1997), Los miserables (1998) y Orson Welles y yo (2009). 
En 2015 obtuvo la estrella n.º 2559 del Paseo de la Fama de Hollywood en Los Ángeles.

## Biografía

### Sus comienzos
Claire Catherine Danes nació el 12 de abril de 1979 en Manhattan (Nueva York). Su padre Chris Danes es fotógrafo y consultor informático mientras que su madre Carla es pintora, escultora, diseñadora de ropa, educadora infantil y profesora de arte. El abuelo de la actriz, Gibson Andrew Danes, fue el decano de la facultad de arte y arquitectura de la Universidad de Yale. Tiene ascendencia inglesa, alemana, irlandesa, escocesa y austriaca.
A la temprana edad de seis años empezó a estudiar danza moderna en el Dance Theater Workshop (New York Live Arts) de su ciudad natal. Con diez años ingresó por su propio interés en el Lee Strasberg Theatre and Film Institute. Tiempo después estudió en el instituto privado de enseñanza secundaria Dalton School, en el New York City Lab School for Collaborative Studies y en la Escuela Profesional de Artes Interpretativas de Nueva York. Su enseñanza se completó más adelante con sus estudios en el Liceo Francés de Los Ángeles. 
En 1990, con once años, debutó en la interpretación al protagonizar Dreams of Love (un cortometraje producido por el ganador de dos Óscar Milos Forman). En sus años de formación participó en otros cortometrajes y en producciones teatrales del Off-Off-Broadway tales como Happiness, Punk Ballet o Kids Onstage, para la cual coreografió una pieza de baile en solitario. A los doce años firmó un contrato con la agencia de representación Writers and Artists.
En 1992 participó como artista invitada en un episodio de la longeva serie Ley y orden (Law and order) de NBC y en otro de la serie de HBO Lifestories: Families in Crisis (dirigida por el premiado Juan José Campanella y en la que apareció Ben Affleck). En 1993 interpreta a la hija de la veterana actriz Tyne Daly en el telefilme de ABC No Room for Opal.  
Ese mismo año Steven Spielberg quiso que la actriz apareciera en La lista de Schindler (Shindler's List). Claire tuvo que declinar la oferta ya que el rodaje tenía lugar en el extranjero. La producción no podía ofrecerle clases en Polonia y ella no quería interrumpir sus estudios.
En 1994 Danes obtuvo el papel que la dio a conocer al gran público. Interpretó así a Angela Chase, la protagonista de la serie de televisión de ABC Es mi vida (My So-called life). En esta ficción actuó junto al oscarizado actor y cantante Jared Leto. Por este papel, Claire obtuvo un Globo de Oro y una nominación a los Emmy.

### Inicios en el cine
Su carrera en la gran pantalla inició con la adaptación a cine de la célebre obra de Louisa May Alcott, Mujercitas (Little Women), junto a Winona Ryder, Susan Sarandon, Kirsten Dunst y Christian Bale. En esta película hizo el papel de Beth, la niña pianista de la familia March.
En 1995 interpretó un pequeño papel en Donde reside el amor (How to make an American Quilt) (también protagonizada por Winona Ryder) y en la comedia familiar A casa por vacaciones (Home for the Holidays) dirigida por Jodie Foster. 
Su primer papel protagonista en cine fue en el drama romántico Me quiere, no me quiere (I Love You, I Love You Not) junto a Jude Law, Jeanne Moreau, James Van Der Beek y Julia Stiles. También coprotagonizó Feliz cumpleaños, amor mío (To Gillian On Her 37th Birthday) junto a Peter Gallagher y Michelle Pfeiffer.

### Primeros éxitos profesionales
En 1996 Claire aumentó notablemente su popularidad gracias al papel de Julieta en el largometraje del visionario director Baz Luhrmann Romeo + Julieta (William Shakespeare's Romeo and Juliet) junto a la estrella de cine Leonardo DiCaprio. La película se convirtió en un éxito mundial de crítica y público. Por este personaje la actriz ganó el MTV Movie Award y el premio a la Actriz del año del Círculo de Críticos de Londres. 
En 1997 trabajó a las órdenes de Francis Ford Coppola en la película producida por Michael Douglas del best-seller de John Grisham, Legítima defensa (The Rainmaker) junto a Matt Damon, Jon Voight y Danny DeVito. Bien recibida en taquilla, confirmó la capacidad de Danes para interpretar papeles dramáticos. Ese mismo año obtuvo un papel de reparto en la película de Oliver Stone Giro al infierno (U-Turn) con Sean Penn, Joaquín Phoenix y Nick Nolte. 
En 1998 protagonizó la comedia romántica independiente Boda polaca (Polish Wedding) junto a Gabriel Byrne y Lena Olin, e interpretó el personaje de Cossette en una adaptación cinematográfica del clásico de Victor Hugo, Los miserables (Les Misérables) de Bille August junto a Liam Neeson, Geoffrey Rush, Uma Thurman y Hans Matheson. 
En 1999 protagonizó el thriller de acción Escuadrón oculto (The Mod Squad) (versión cinematográfica de una serie televisiva de inicios de los setenta junto a Giovanni Ribisi y Josh Brolin) y el drama carcelario Sueños rotos (Brokedown Palace) con Kate Beckinsale y Bill Pullman. Danes prestó además su voz al personaje protagonista de la exitosa película de animación japonesa La princesa Mononoke (Princess Mononoke).

### Estudios de psicología y regreso al cine
A partir del año 2000 la actriz estudió psicología durante dos años en la Universidad de Yale (en New Haven, Connecticut). Por esta razón su carrera tuvo un cese temporal. 
En 2002 regresó a la gran pantalla estrenando la comedia negra independiente La gran caída de Igby (Igby Goes Down) junto a Kieran Culkin, Susan Sarandon, Ryan Phillippe y Amanda Peet. También participó en la oscarizada película de Stephen Daldry Las horas (The Hours) junto a Meryl Streep, Julianne Moore, Nicole Kidman y Ed Harris, entre otros.
En 2003 protagonizó It's All About Love, un futurista drama romántico dirigido por el cineasta Thomas Vinterberg y en el que aparece de nuevo junto a Joaquín Phoenix y Sean Penn. También apareció junto a Arnold Schwarzenegger y Nick Stahl en una taquillera tercera entrega: Terminator 3: La rebelión de las máquinas (Terminator 3 : The Rise of the Machines), que contó con la idea inicial de guion de su original creador James Cameron.

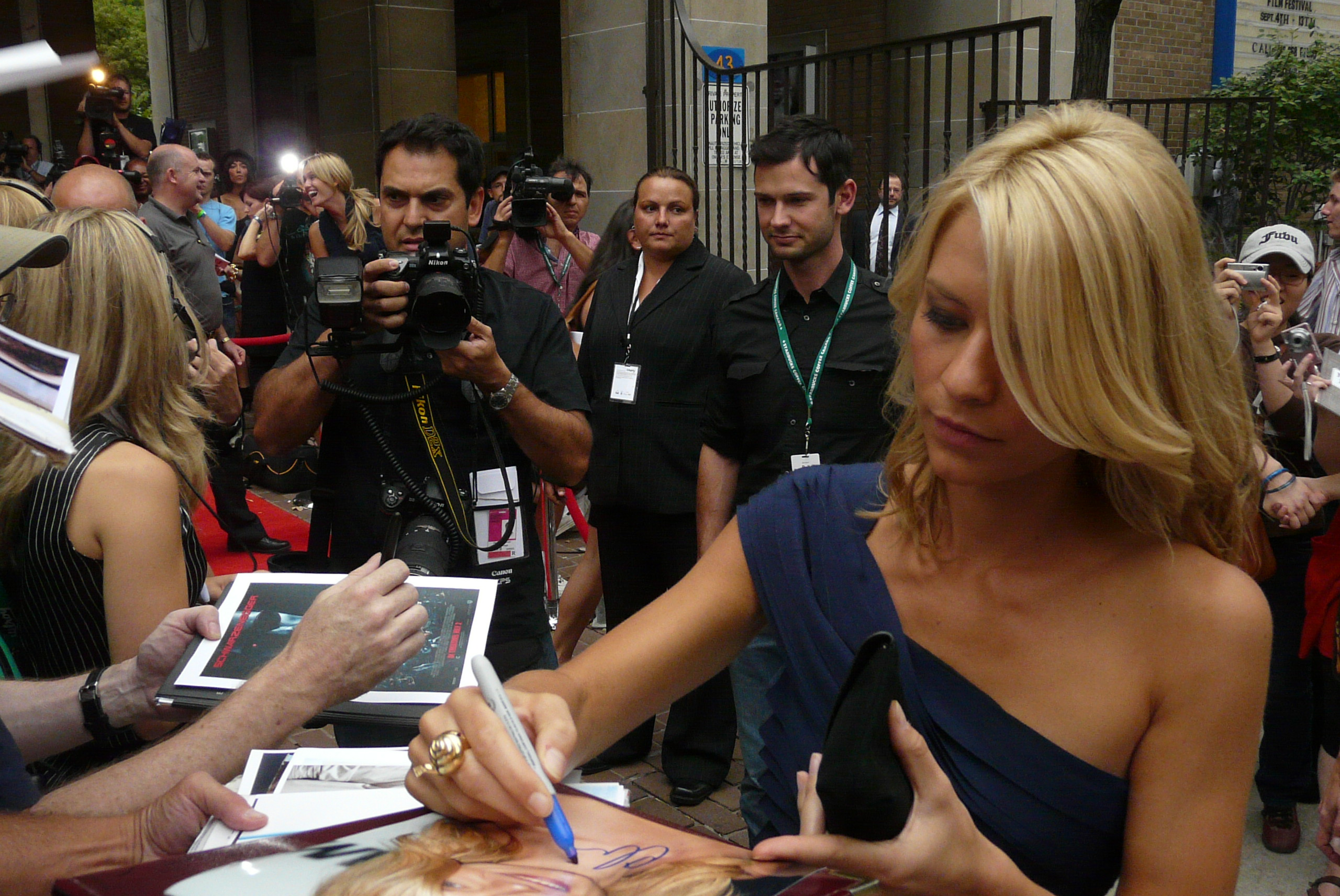
Claire Danes firmando autógrafos en el Festival de Cine de Toronto en 2008.

Tras el éxito de este filme de acción, Danes siguió trabajando en otros proyectos. En 2004 protagonizó Belleza prohibida (Stage Beauty), un largometraje de Richard Eyre producido por Robert De Niro y ambientado en el teatro con actores como Billy Crudup, Tom Wilkinson, Hugh Bonneville, Rupert Everett o Ben Chaplin. 
En 2005 protagonizó el 'dramedy' romance aclamado por la crítica Prohibido enamorarse (Shopgirl). Escrito por Steve Martin, Danes aparece junto a él y a Jason Schwartzman en pantalla. También tuvo un papel principal en la comedia romántica La joya de la familia (The Family Stone) (con Sarah Jessica Parker, Diane Keaton, Rachel McAdams y Dermot Mulroney).

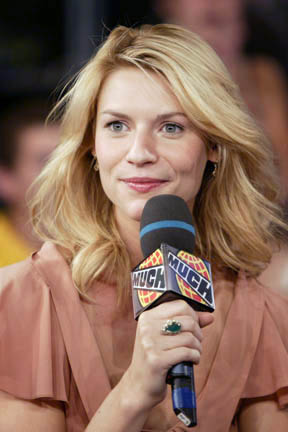
Claire Danes en Toronto, 2007.

En 2007 volvió al teatro protagonizando en Broadway la obra clásica Pygmalion (historia de My Fair Lady) en el American Airlines Theatre de Nueva York. 
Ese mismo año estrenó el largometraje dramático El atardecer (Evening) con actores como Meryl Streep, Vanessa Redgrave, Glenn Close, Toni Collette, Patrick Wilson y Hugh Dancy. Durante el rodaje, la actriz conoció al que hoy en día es su marido en la vida real. Además, se hizo amiga de Mamie Gummer (una de las hijas de Streep que aparece también como su amiga en la cinta).
Su siguiente proyecto fue protagonizar el exitoso filme de género fantástico, comedia y romance Stardust. Apareció en él junto a Charlie Cox, Michelle Pfeiffer, Robert De Niro, Sienna Miller, Ben Barnes o Henry Cavill, entre otros.
En 2008 estrenó el thriller de intriga El caso Wells (The Flock) junto a Richard Gere y en 2009 presentó Orson  Welles y yo (Me and Orson Welles) de Richard Linklater. En esta película, la actriz fue coprotagonista junto al actor Zac Efron y por ella fue preseleccionada para competir en los premios BAFTA.

### Reconocimiento
En 2010 estrenó como protagonista Temple Grandin (Temple Grandin), un largometraje de televisión basado en hechos reales junto a Julia Ormond, David Strathairn y Catherine O'Hara para el canal norteamericano HBO. Su interpretación de una joven autista le volvió a valer el respaldo de la crítica. De este modo ganó en 2011 un Globo de Oro a la Mejor Actriz de TV o miniserie. Este premio se suma al Emmy y al Satellite que ganó en 2010, así como al SAG que también ganó en 2011 por ese mismo personaje. La verdadera Temple Grandin sobre la que se inspiró el filme alabó la interpretación de Danes admitiendo que no la podría haber interpretado mejor. Como apoyo, reconocimiento y muestra de su amistad, ésta acudió a las diferentes galas de premios donde la actriz fue galardonada.
De 2011 a 2020 la actriz protagoniza Homeland, la serie de televisión de 20th Television para Showtime que ha cosechado numerosos premios y excelentes críticas. En ella aparecen también Rupert Friend, Damian Lewis, Mandy Patinkin, F. Murray Abraham y Morena Baccarin. Desde 2013 es también una de las productoras de esta ficción. Homeland se emite internacionalmente en canales de todo el mundo como Fox TV, Cuatro, Sat1 o Channel Four.
Danes ha ganado numerosos premios por interpretar a la agente de la CIA Carrie Mathison. El papel le ha proporcionado dos Globos de Oro, dos Emmy, tres Satellite, un SAG, un Critics Choice Television Award, un Television Critics Association Award y dos Online Film and Television Association Awards. Gracias a este personaje ha obtenido también otras nominaciones al People's Choice y a los ya mencionados galardones. En 2012 el grupo de teatro de la Universidad de Harvard la nombró Mujer del Año y fue incluida en la lista de las 100 personas más influyentes del mundo según la prestigiosa revista Time.
En 2013 estrenó As Cool as I am, una drama familiar independiente junto a James Marsden y Sarah Bolger.
En 2016 volvió al teatro con un papel en la obra Dry Powder en Nueva York. En ella aparece junto a Hank Azaria y John Krasinski. Ese mismo año se incorporó al reparto de la película Brigsby Bear (junto a Mark Hamill, Greg Kinnear o Kyle Mooney). En 2017 el filme se presentó en el Festival de Sundance y en la Semana Internacional de la Crítica del Festival de Cannes. Su estreno en países de todo el mundo tuvo lugar en la segunda mitad de año. 
En 2017 rodó la película Jake (A Kid Like Jake) junto a Jim Parsons, Octavia Spencer y Priyanka Chopra con estreno en 2018 en algunos países.
En 2019 grabó la octava y última temporada de Homeland (con estreno mundial en 2020). Además ejerció de narradora en el documental Back from the Brink: Saved from Extinction de Cosmic Picture y The Nature Conservancy. Esta obra fue exhibida en cines, en cines 3D y en IMAX.

### En la actualidad
En 2022 estrenó en papel protagonista la miniserie La serpiente de Essex (The Essex Serpent) junto a Tom Hiddleston. Tuvo emisión a través de Apple TV+. Durante el mismo año rodó la miniserie Fleishman está en apuros (Fleishman is in Trouble) de FX on Hulu. En ella aparece junto a Jesse Eisenberg, Lizzy Caplan, Adam Brody o Christian Slater. Por este papel obtiene nominaciones a premios.
En 2023 tiene lugar el estreno de Círculo cerrado (Full Circle), miniserie dirigida por Steven Soderbergh en la que la actriz comparte reparto junto a Dennis Quaid o Timothy Olyphant.
En 2024 rueda la serie The Beast in Me producida por Jodie Foster, Conan O'Brien, Howard Gordon y la propia Danes, entre otros. En esta producción de 20th Television y Conaco será la protagonista junto a Matthew Rhys y su emisión será por Netflix.

### Otros trabajos
En 1995 interpretó a un ángel en el videoclip Just Like Anyone del grupo Soul Asylum. 
En 1997 escribió una introducción para la obra del novelista Neil Gaiman (Stardust) titulada La muerte, lo mejor de tu vida (Death, the Time of Your Life). 
En 1998 apareció en el documental de la Fox, Leonardo DiCaprio: A Life in Progress que mostró la fulgurante ascensión del actor Leonardo DiCaprio de estrella juvenil a superestrella internacional.
En 2010 participó en el documental Catch My Disease de música pop y espiritualidad sobre el cantante indie australiano Ben Lee, expareja de la actriz. También aparecen en él Winona Ryder y Michelle Williams. Ese mismo año realizó un cameo para un episodio de la serie de telerrealidad The City de MTV.
En 2012 grabó una narración en formato de audio-libro de El cuento de la criada (The Handmaid's Tale) —un cuento de la ganadora de un Premio Príncipe de Asturias de las Letras Margaret Atwood— para Audible.com (compañía de Amazon). Su labor fue nominada en 2013 con un Audie Award en la categoría de ficción. 

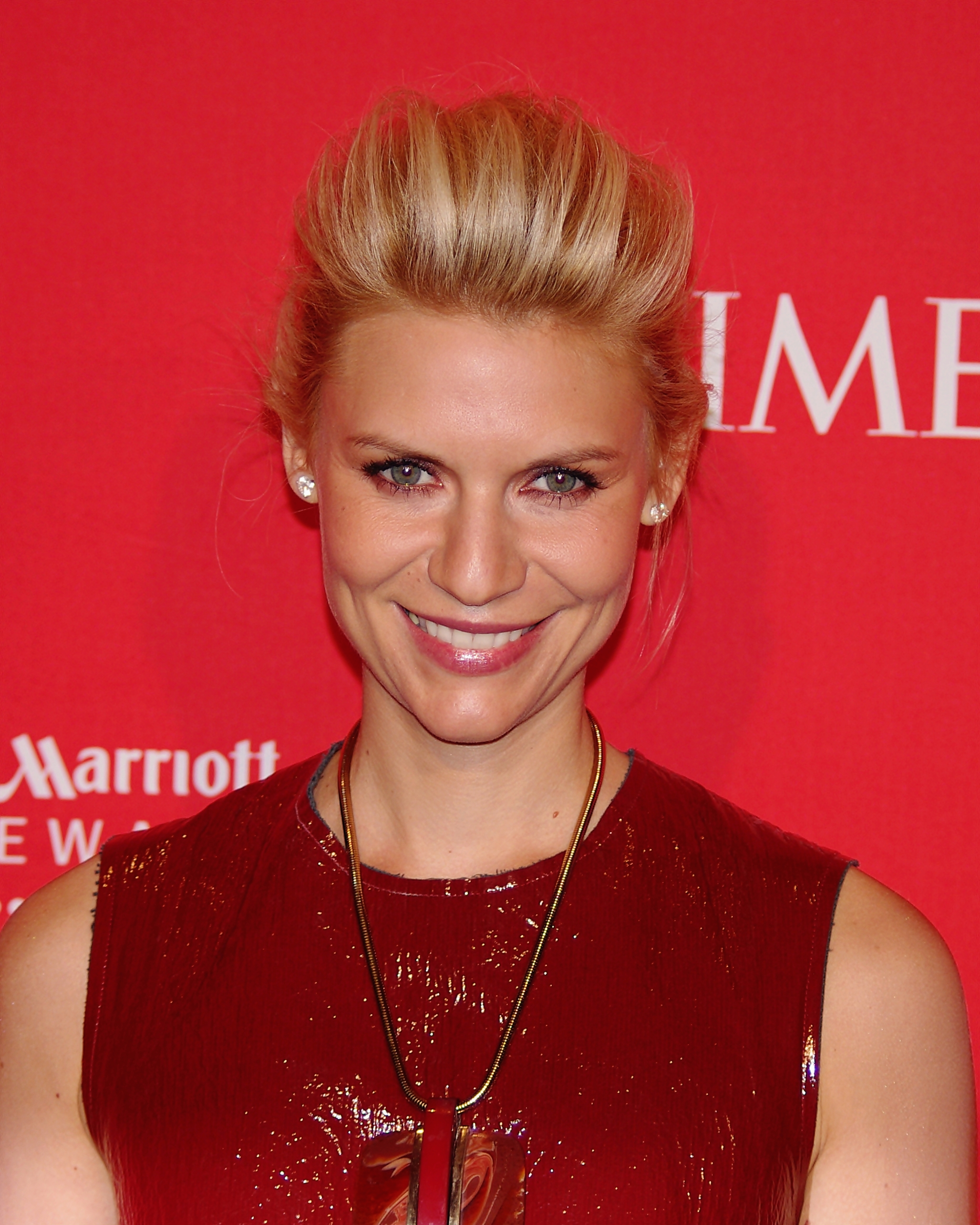
Claire Danes en la Gala Time 100 de 2012

En 2013 la actriz presenta en Oslo (Noruega) el concierto del Premio Nobel de la Paz en su vigésima edición. En la presentación la acompaña Aaron Eckhart. El día previo conoce en una cena oficial a los Reyes de Noruega. 
En 2014 graba una narración en formato de audiolibro de The Snow Queen, novela del ganador del Premio Pulitzer, Michael Cunningham (escritor de la novela llevada a cine Las horas y del guion de El atardecer —dos proyectos en los que la actriz ha estado involucrada—).
En 2016 graba otra narración en formato de audiolibro de La Odisea (The Odyssey), el famoso poema épico griego.
En publicidad ha protagonizado campañas publicitarias para Audi, Gucci, GAP o Casio, entre otras.

## Vida personal
Danes está casada con el actor y modelo británico Hugh Dancy. La pareja se conoció en 2006 en Newport (Rhode Island) durante el rodaje de El atardecer. Contrajeron matrimonio en una discreta ceremonia no publicitada celebrada en Francia en septiembre de 2009.  
Su primer hijo, Cyrus Michael Christopher Dancy, nació el 17 de diciembre de 2012. Su segundo hijo, Rowan Dancy, nació el 27 de agosto de 2018. En enero de 2023 se confirmó su tercer embarazo. En julio de 2023 nació su tercer hijo, una niña.

## Filmografía

### Cine
| Año  | Título                                     | Papel                  | Notas            |
| ---- | ------------------------------------------ | ---------------------- | ---------------- |
| 1994 | Mujercitas                                 | Beth March             |                  |
| 1995 | Donde reside el amor                       | Glady Jo               |                  |
| 1995 | A casa por vacaciones                      | Kitt Larson            |                  |
| 1996 | Me quiere, no me quiere                    | Daisy                  |                  |
| 1996 | Feliz cumpleaños amor mío                  | Rachel Lewis           |                  |
| 1996 | Romeo + Julieta                            | Julieta Capuleto       |                  |
| 1997 | Giro al infierno                           | Jenny                  |                  |
| 1997 | Legítima defensa                           | Kelly Riker            |                  |
| 1998 | Los miserables                             | Cosette                |                  |
| 1998 | Boda polaca                                | Hala                   |                  |
| 1999 | Escuadrón oculto                           | Julie Barnes           |                  |
| 1999 | Sueños rotos                               | Alice Marano           |                  |
| 1999 | La princesa Mononoke                       | San                    | Voz              |
| 2002 | La gran caída de Igby                      | Sookie Sapperstein     |                  |
| 2002 | Las horas                                  | Julia Vaughan          |                  |
| 2003 | Todo es por amor                           | Elena                  |                  |
| 2003 | The Rage in Placid Lake                    | Chica del seminario    |                  |
| 2003 | Terminator: La rebelión de las máquinas    | Kate Brewster          |                  |
| 2004 | Belleza prohibida                          | Maria                  |                  |
| 2005 | Prohíbido enamorarse                       | Mirabelle Buttersfield |                  |
| 2005 | La joya de la familia                      | Julie Morton           |                  |
| 2007 | El atardecer                               | Young Ann              |                  |
| 2007 | Stardust                                   | Yvaine                 |                  |
| 2007 | El caso Wells                              | Allison                |                  |
| 2009 | Orson Welles y yo                          | Sonja Jones            |                  |
| 2013 | As Cool As I Am                            | Lainee Diamond         |                  |
| 2017 | El Oso Brigsby                             | Emily                  |                  |
| 2018 | A kid like Jake                            | Alex Wheeler           |                  |
| 2019 | Back from the Brink: Saved from Extinction | Narradora              | Documental (Voz) |
| 2024 | Georgia O'Keeffe: The Brightness of Light  | Georgia O'Keeffe       | Documental (Voz) |

### Televisión y otros
| Año       | Título                          | Papel            | Categoría    | Notas                                                              |
| --------- | ------------------------------- | ---------------- | ------------ | ------------------------------------------------------------------ |
| 1990      | Dreams of love                  | Edith Lammers    | Corto        | Protagonista                                                       |
| 1992      | Ley y orden                     | Tracy Brandt     | Serie        | NBC. Episodio: "Skin Deep"                                         |
| 1993      | No room for Opal                | Gail             | Telefilme    | ABC. Protagonista                                                  |
| 1993      | Geoffrey Beene 30               | Chica            | Fashion Film |                                                                    |
| 1993      | Dudley                          | Lisa Bristol     | Serie        | Episodio piloto no emitido                                         |
| 1994      | Lifestories: Families in Crisis | Katie Leiter     | Miniserie    | HBO. Episodio: "More Than Friends: The Coming Out of Heidi Leiter" |
| 1994–1995 | Es mi vida                      | Angela Chase     | Serie        | ABC. Protagonista. 19 episodios                                    |
| 1995      | Dead Man's Jack                 |                  | Corto        | Protagonista                                                       |
| 1995      | The Pesky Suitor                | Lisa             | Corto        | Protagonista                                                       |
| 1995      | Just like Anyone                | Ángel            | Videoclip    | Grupo rock Soul Asylum                                             |
| 2010      | Temple Grandin                  | Temple Grandin   | Telefilme    | HBO. Protagonista                                                  |
| 2011      | A Child's Garden of Poetry      | Narradora (voz)  | Corto de TV  | HBO                                                                |
| 2011–2020 | Homeland                        | Carrie Mathison  | Serie        | Showtime, Fox. Protagonista. 96 episodios                          |
| 2015      | Master of None                  | Nina Stanton     | Serie        | Netflix. Episodio: "The other man"                                 |
| 2017      | Portlandia                      | Joan             | Serie        | IFC. Episodio: "The Storytellers"                                  |
| 2022      | La serpiente de Essex           | Cora Seaborne    | Miniserie    | Apple TV+. Coprotagonista. 6 episodios                             |
| 2022      | Fleishman está en apuros        | Rachel Fleishman | Miniserie    | FX, Hulu, Disney+. Coprotagonista. 8 episodios                     |
| 2023      | Círculo cerrado                 | Sam Browne       | Miniserie    | HBO Max. Coprotagonista. 6 episodios                               |
| 2025      | The Beast in me                 | Aggie Wiggs      | Miniserie    | 20th Television, Netflix. Protagonista.                            |
| 2026      | The Applebaum Curse             | -                | Serie        | HBO. Protagonista.                                                 |

### Teatro
| Año  | Título                          | Papel           | Notas                     |
| ---- | ------------------------------- | --------------- | ------------------------- |
| 1990 | Happiness                       |                 | Duo Theatre               |
| 1990 | Kids on stage                   |                 | Grand Central Theatre     |
| 1990 | Punk Ballet                     |                 | New Ritz Theatre          |
| 1990 | The Rimers of Eldridge          |                 | Dalton School             |
| 2000 | The Vagina Monologues           |                 | Westside Theatre          |
| 2005 | Christina Olson: American Model | Christina Olson | Performance Space 122     |
| 2007 | Edith and Jenny                 | Edith           | Performance Space 122     |
| 2007 | Pygmalion                       | Eliza Doolittle | American Airlines Theatre |
| 2016 | Dry Powder                      | Jenny           | Public Theatre            |

### Audiolibros
| Año  | Título              | Papel     | Notas                |
| ---- | ------------------- | --------- | -------------------- |
| 2012 | The Handmaid's Tale | Narradora | En Audible de Amazon |
| 2014 | The Snow Queen      | Narradora | En Audible de Amazon |
| 2014 | Miss Rumphius       | Narradora | En Audible de Amazon |
| 2018 | The Odyssey         | Narradora | En Audible de Amazon |

## Premios y nominaciones

### Premios Globo de Oro
| Año  | Categoría                                       | Trabajo nominado         | Resultado |
| ---- | ----------------------------------------------- | ------------------------ | --------- |
| 1995 | Mejor actriz - Serie dramática                  | Es mi vida               | Ganadora  |
| 2011 | Mejor actriz - Miniserie o telefilme            | Temple Grandin           | Ganadora  |
| 2012 | Mejor actriz - Serie dramática                  | Homeland                 | Ganadora  |
| 2013 | Mejor actriz - Serie dramática                  | Homeland                 | Ganadora  |
| 2015 | Mejor actriz - Serie dramática                  | Homeland                 | Nominada  |
| 2023 | Mejor actriz de reparto - Miniserie o telefilme | Fleishman está en apuros | Nominada  |

### Premios Primetime Emmy
| Año  | Categoría                                       | Trabajo nominado         | Resultado |
| ---- | ----------------------------------------------- | ------------------------ | --------- |
| 1995 | Mejor actriz - Serie dramática                  | Es mi vida               | Nominada  |
| 2010 | Mejor actriz - Miniserie o telefilme            | Temple Grandin           | Ganadora  |
| 2012 | Mejor actriz - Serie dramática                  | Homeland                 | Ganadora  |
| 2013 | Mejor actriz - Serie dramática                  | Homeland                 | Ganadora  |
| 2014 | Mejor actriz - Serie dramática                  | Homeland                 | Nominada  |
| 2015 | Mejor serie dramática (como productora)         | Homeland                 | Nominada  |
| 2015 | Mejor actriz - Serie dramática                  | Homeland                 | Nominada  |
| 2016 | Mejor serie dramática (como productora)         | Homeland                 | Nominada  |
| 2016 | Mejor actriz - Serie dramática                  | Homeland                 | Nominada  |
| 2023 | Mejor actriz de reparto - Miniserie o telefilme | Fleishman está en apuros | Nominada  |

### Premios del Sindicato de Actores
| Año  | Categoría                            | Trabajo nominado | Resultado |
| ---- | ------------------------------------ | ---------------- | --------- |
| 2003 | Mejor reparto                        | Las horas        | Nominada  |
| 2011 | Mejor actriz - Miniserie o telefilme | Temple Grandin   | Ganadora  |
| 2013 | Mejor reparto - Serie dramática      | Homeland         | Nominada  |
| 2013 | Mejor actriz - Serie dramática       | Homeland         | Ganadora  |
| 2014 | Mejor reparto - Serie dramática      | Homeland         | Nominada  |
| 2014 | Mejor actriz - Serie dramática       | Homeland         | Nominada  |
| 2015 | Mejor reparto - Serie dramática      | Homeland         | Nominada  |
| 2015 | Mejor actriz - Serie dramática       | Homeland         | Nominada  |
| 2016 | Mejor reparto - Serie dramática      | Homeland         | Nominada  |
| 2016 | Mejor actriz - Serie dramática       | Homeland         | Nominada  |

### Premios Satellite
| Año  | Categoría                            | Trabajo nominado | Resultado |
| ---- | ------------------------------------ | ---------------- | --------- |
| 2005 | Mejor actriz - Musical o Comedia     | Shopgirl         | Nominada  |
| 2010 | Mejor actriz - Miniserie o telefilme | Temple Grandin   | Ganadora  |
| 2011 | Mejor actriz - Serie dramática       | Homeland         | Ganadora  |
| 2012 | Mejor actriz - Serie dramática       | Homeland         | Ganadora  |
| 2015 | Mejor actriz - Serie dramática       | Homeland         | Ganadora  |

### Premios de la Crítica Cinematográfica
| Año  | Categoría     | Trabajo nominado | Resultado |
| ---- | ------------- | ---------------- | --------- |
| 2002 | Mejor reparto | Las horas        | Nominada  |

### Premios de la Crítica Televisiva
| Año  | Categoría                                 | Trabajo nominado         | Resultado |
| ---- | ----------------------------------------- | ------------------------ | --------- |
| 2012 | Mejor actriz de drama                     | Homeland                 | Ganadora  |
| 2013 | Mejor actriz de drama                     | Homeland                 | Nominada  |
| 2021 | Mejor actriz de drama                     | Homeland                 | Nominada  |
| 2023 | Mejor actriz de reparto en serie limitada | Fleishman está en apuros | Nominada  |

### Premios de la Asociación de Críticos de Televisión
| Año  | Categoría             | Trabajo nominado | Resultado |
| ---- | --------------------- | ---------------- | --------- |
| 2012 | Mejor actriz de drama | Homeland         | Ganadora  |

### Premios People's Choice
| Año  | Categoría                                         | Trabajo nominado | Resultado |
| ---- | ------------------------------------------------- | ---------------- | --------- |
| 2014 | Mejor actriz de serie de televisión por cable     | Homeland         | Nominada  |
| 2016 | Mejor actriz de serie de televisión por cable     | Homeland         | Nominada  |
| 2016 | Serie de cable premium favorita (como productora) | Homeland         | Ganadora  |
| 2017 | Mejor actriz de serie de televisión premium       | Homeland         | Nominada  |

### Premios Teen Choice
| Año  | Categoría    | Trabajo nominado | Resultado |
| ---- | ------------ | ---------------- | --------- |
| 1999 | Mejor actriz | Escuadrón oculto | Nominada  |

### MTV Movie Awards
| Año  | Categoría                                        | Trabajo nominado | Resultado |
| ---- | ------------------------------------------------ | ---------------- | --------- |
| 1997 | Mejor actriz                                     | Romeo + Julieta  | Ganadora  |
| 1997 | Mejor pareja en pantalla (con Leonardo DiCaprio) | Romeo + Julieta  | Nominada  |
| 1997 | Mejor beso (con Leonardo DiCaprio)               | Romeo + Julieta  | Nominada  |

### Premios Artista Joven
| Año  | Categoría                          | Trabajo nominado          | Resultado |
| ---- | ---------------------------------- | ------------------------- | --------- |
| 1994 | Mejor reparto joven de televisión  | Es mi vida                | Ganadora  |
| 1994 | Mejor actriz joven en una película | Mujercitas                | Nominada  |
| 1995 | Mejor actriz joven en una película | A casa por vacaciones     | Nominada  |
| 1996 | Mejor actriz joven de reparto      | Feliz cumpleaños amor mío | Ganadora  |

### Premios YoungStar (The Hollywood Reporter)
| Año  | Categoría                                    | Trabajo nominado | Resultado |
| ---- | -------------------------------------------- | ---------------- | --------- |
| 1997 | Mejor actriz joven en una película dramática | Romeo + Julieta  | Ganadora  |

### Premios Power of Women (Variety)
| Año  | Categoría         | Trabajo nominado | Resultado |
| ---- | ----------------- | ---------------- | --------- |
| 2014 | Labor humanitaria | Afghan Hands     | Ganadora  |

### Paseo de la fama de Hollywood
| Año  | Categoría         | Trabajo nominado        | Resultado |
| ---- | ----------------- | ----------------------- | --------- |
| 2015 | Estrella n.º 2559 | Trayectoria profesional | Ganadora  |

### Otros premios
| Año  | Premio                                 | Categoría                                                 | Trabajo                  | Resultado |
| ---- | -------------------------------------- | --------------------------------------------------------- | ------------------------ | --------- |
| 1994 | Chicago Film Critics Association       | Mejor Actriz de reparto                                   | Mujercitas               | Nominada  |
| 1994 | Chicago Film Critics Association       | Actriz más prometedora                                    | Mujercitas               | Nominada  |
| 1996 | Blockbuster Entertainment Awards       | Actriz Favorita - Romance                                 | Romeo y Julieta          | Ganadora  |
| 1996 | London Film Critics Circle             | Actriz del año                                            | Romeo y Julieta          | Ganadora  |
| 1997 | Blockbuster Entertainment Awards       | Actriz Favorita de reparto - Drama                        | Legítima defensa         | Nominada  |
| 1997 | ShoWest Convention                     | Actriz del mañana                                         | Legítima defensa         | Ganadora  |
| 2005 | St. Louis Film Critics Association     | Mejor Actriz                                              | Shopgirl                 | Nominada  |
| 2005 | Women's Image Network Awards           | Mejor Actriz                                              | Shopgirl                 | Ganadora  |
| 2007 | Capri Film Festival                    | Mejor Actriz - Premio Somos el futuro                     | El atardecer             | Ganadora  |
| 2007 | Maui Film Festival                     | Premio honorífico Nova                                    | El atardecer             | Ganadora  |
| 2011 | New York Women in Film and Television  | Premio Muse                                               | Temple Grandin           | Ganadora  |
| 2011 | Online Film and Television Association | Mejor Actriz de TV movie o miniserie                      | Temple Grandin           | Ganadora  |
| 2011 | Women's Image Network Awards           | Mejor Actriz                                              | Temple Grandin           | Ganadora  |
| 2011 | Prism Award                            | Mejor Actriz de TV movie o miniserie                      | Temple Grandin           | Ganadora  |
| 2011 | Roma Film Fest                         | Mejor Actriz                                              | Temple Grandin           | Ganadora  |
| 2012 | Online Film and Television Association | Mejor Actriz de serie de televisión dramática             | Homeland                 | Ganadora  |
| 2012 | Harvard University - Grupo de teatro   | Mujer del año                                             | Homeland                 | Ganadora  |
| 2013 | Online Film and Television Association | Mejor Actriz de serie de televisión dramática             | Homeland                 | Ganadora  |
| 2014 | Online Film and Television Association | Mejor Actriz de serie de televisión dramática             | Homeland                 | Nominada  |
| 2015 | Online Film and Television Association | Mejor Actriz de serie de televisión dramática             | Homeland                 | Nominada  |
| 2016 | Producer's Guild Awards                | Mejor Productora de serie de televisión dramática         | Homeland                 | Nominada  |
| 2016 | Online Film and Television Association | Mejor Actriz de serie de televisión dramática             | Homeland                 | Nominada  |
| 2023 | Online Film and Television Association | Mejor Actriz de película o serie limitada para televisión | Fleishman está en apuros | Ganadora  |